# Шушал
Шушал (англ. Chushul) — деревня в Ладакхе, Индия. Расположена в блоке Дурбук округа Лех в долине Шушал (Чушул). По данным переписи 2011 года насчитывала 142 двора.
Недалеко перевал Резанг-Ла и озеро Бангонг-Цо на высоте 4334 метра.
Южнее Шушала в долине находится взлётно-посадочная полоса, использовавшаяся во время войны с КНР. 18 ноября 1962 года на перевале Резанг-Ла произошло решающее сражение, оставившее деревню под контролем Индии.